# Lipstick Jungle (televisieserie)
Lipstick Jungle was een Amerikaanse televisieserie die te zien was op NBC. De serie is gecreëerd door DeAnn Heline en Eileen Heisler en is gebaseerd op het gelijknamige boek van Candace Bushnell, die samen met Oliver Goldstick uitvoerend producent was. De pilotaflevering werd geregisseerd door Gary Winick.
Het programma werd voor het eerst uitgezonden op 7 februari 2008 en verving in het midden van het seizoen ER op diens oude plek in de programmering. Ook zal het uitgezonden worden op Living in het Verenigd Koninkrijk en op Seven Network in Australië. De serie concurreert indirect met Cashmere Mafia, een serie die werd gecreëerd door Darren Star, Bushnells voormalige creatief partner van Sex and the City.
Op 13 november 2008 trok NBC de stekker uit de serie wegens dalende kijkcijfers.

## Verhaal
De serie volgt drie vrouwen die behoren tot de vijftig machtigste vrouwen van New York. Nico, redacteur bij een modetijdschrift, wil graag CEO worden. Filmbons Wendy doet er alles aan om haar carrière en privéleven in balans te houden. Victory staat aan het roer van een modelabel en wil graag haar dromen laten uitkomen, en misschien ook nog de ware tegenkomen.

## Cast
- Brooke Shields – Wendy Healy
- Kim Raver – Nico Reilly
- Lindsay Price – Victory Ford
- Paul Blackthorne – Shane Healy
- David Alan Basche – Mike Harness
- Julian Sands – Hector Matrick
- David Norona – Selden Rose
- Robert Buckley – Kirby Atwood

## Kijkcijfers Nederland
Lipstick Jungle werd in Nederland uitgezonden op RTL 5 op de maandagavond.
| Datum             | Kijkcijfers     | Marktaandeel |
| ----------------- | --------------- | ------------ |
| 22 september 2008 | 327 000 kijkers | 5.8%         |
| 29 september 2008 | 210 000 kijkers | 3.6%         |